# Chiesa di Santa Caterina (Lucca)
La chiesa di Santa Caterina è una chiesa di Lucca.

## Storia e descrizione
La chiesa è una delle più alte e originali realizzazioni di edilizia religiosa barocca a Lucca, un unicum per la soluzione della facciata, posta angolarmente, e della struttura, impostata su di una pianta ovale. Fu realizzata, modificando radicalmente una precedente costruzione, tra 1738 e 1748, da Francesco Pini. I disegni per la fastosa decorazione dell'interno sono forse di Silvestro Giannotti. A Giovanni Lazzoni e a Giovanni Antonio Cybei sono da riferire le due statue raffiguranti la Carità e la Purezza, mentre i dipinti parietali e la decorazione illusionistica della cupola sono di Bartolomeo de Santi. All'altar maggiore venne posta una grande tela ovale con L'estasi di Santa Caterina di Pompeo Batoni, ora conservata nel Museo di Palazzo Mansi.
Dopo decenni di abbandono, la chiesa è stata restaurata dal Fondo Ambiente Italiano e restituita alla città nel 2014.

## Altre immagini

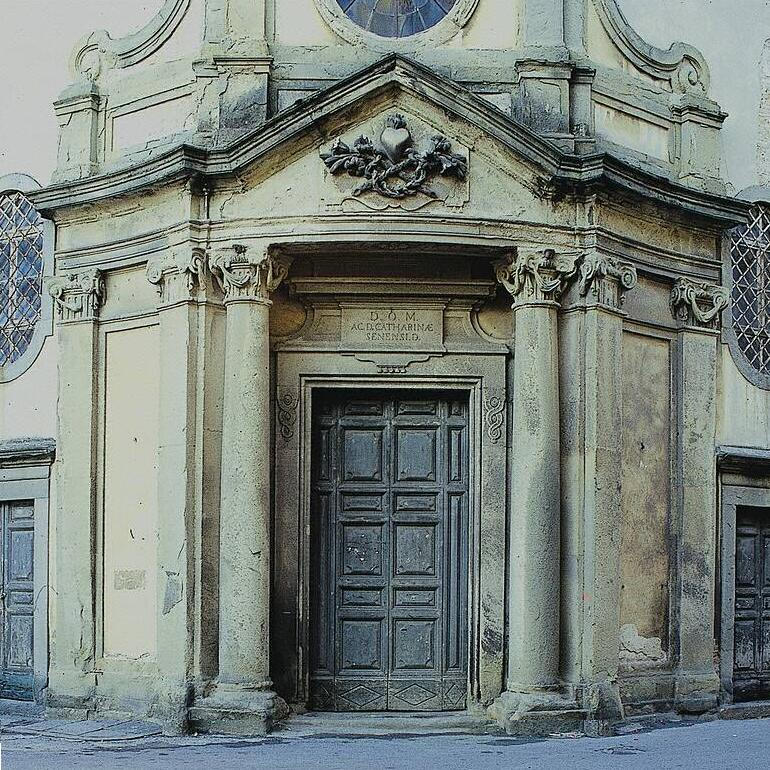
Portale della chiesa
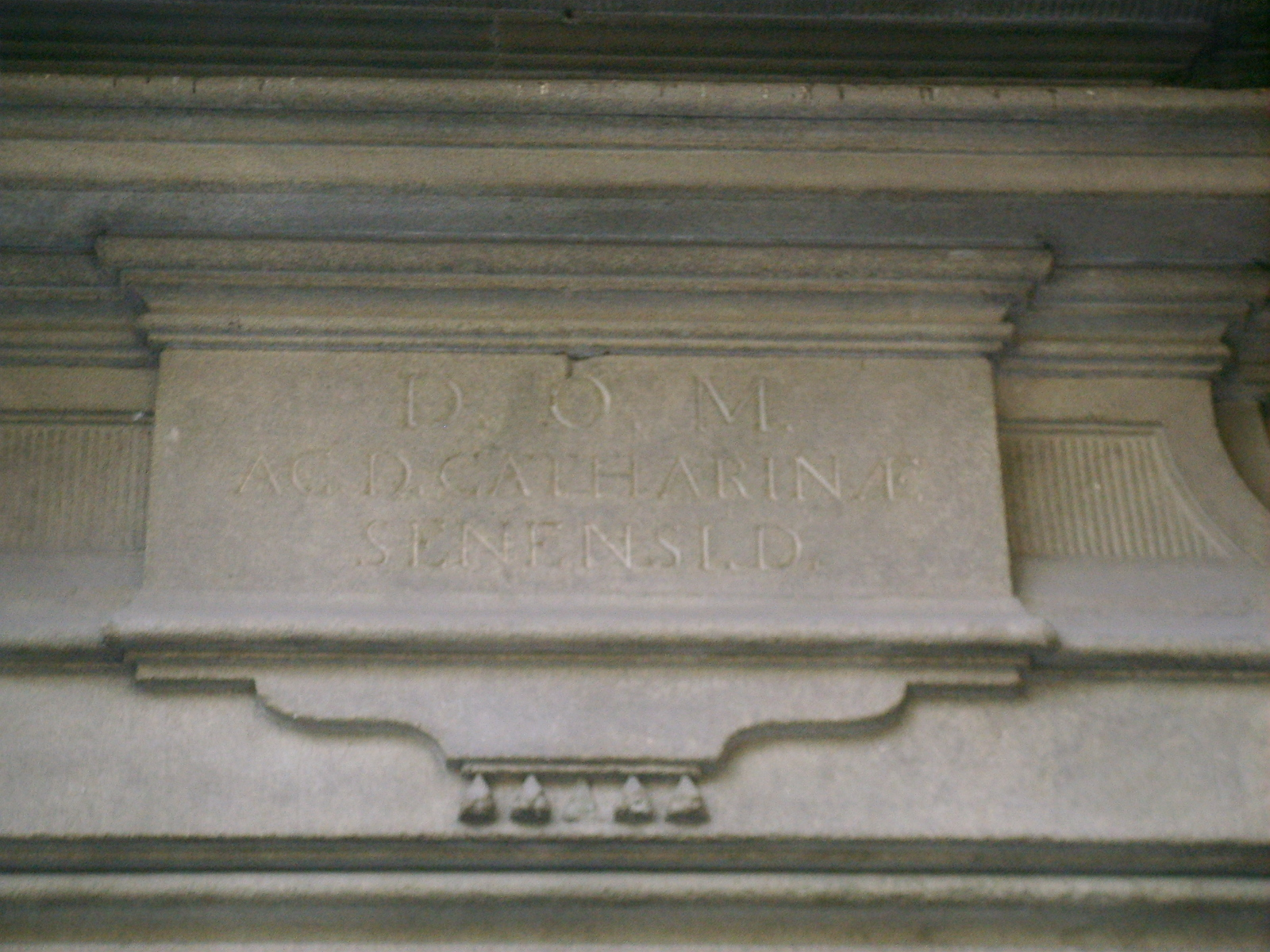
Iscrizione